# أدولفو كارانزا
أدولفو كارانزا (بالإنجليزية: Adolfo Carranza) (7 أغسطس 1857-15 أغسطس 1914) هو محامي ومسؤول عام ومؤرخ وكاتب أرجنتيني وهو مؤسس المتحف التاريخي الوطني ‏.

## السيرة
ولد أدولفو بيدرو كارانزا في بوينس آيرس لأبويين ماريا يوجينيا ديل مارمول وأدولفو كارانزا. التحق بكلية الحقوق بجامعة بوينس آيرس، وحصل على الدكتوراه في القانون، وفي عام 1880 تزوج من كارمن غارسيا لارا، وأنجب منها ابنة واحدة.
التحق كارانزا بالخدمة العامة وعُين ملحقًا للشؤون الاقتصادية في سفارة الأرجنتين في باراغواي. شغل لاحقًا منصب رئيس قسم بوزارة الداخلية. أعد مراسلات مع العديد من أقارب الشخصيات الرئيسية والمحاربين القدامى في حرب الاستقلال الأرجنتينية خلال أواخر 1880, حيث جمع تشكيلة متنوعة من الأسلحة القديمة والوثائق والقطع التذكارية والأثاث وغيرها من العناصر المتعلقة بنضال 1810 - 21، وتم منحه لاحقًا صلاحية على القطع الأثرية المماثلة المعروضة بالفعل في متحف بوبليكو.
أسفرت مبادرته عن إنشاء متحف هيستوريكو دي لا كابيتال (المتحف التاريخي للعاصمة) من قبل العمدة فرانسيسكو سيبر في 24 مايو 1889 وكون كارانزا أصبح مديرًا فقد فتحت المؤسسة أبوابها للعامة في 15 فبراير 1891.
قام كارانزا في البداية بإدارة المتحف بالاشتراك مع لجنة بقيادة الرؤساء السابقين بارتولومي ميتري، وخوليو روكا، وأعضاء آخرين في الأكاديمية الوطنية لتاريخ الأرجنتين، التي انضم إليها في عام 1901. قام بتوسيع مقتنيات المتحف باستمرار من خلال التبرعات الخارجية، بالإضافة إلى مجموعته الخاصة التي تضمنت مكتبة أثرية تضم أكثر من 8000 مجلد ومجموعته النقدية. نشر في مجلة تاريخية تُدعى لا ريفيستا ناسيونال حتى عام 1893، ثم أنشأ لاحقًا مجلة المتحف الدورية ريفستا دل موسيو. قام كارانزا بتأمين نقل المتحف إلى قصر ليزاما السابق (الذي أصبح حاليًا حديقة ليزاما ) في عام 1897.

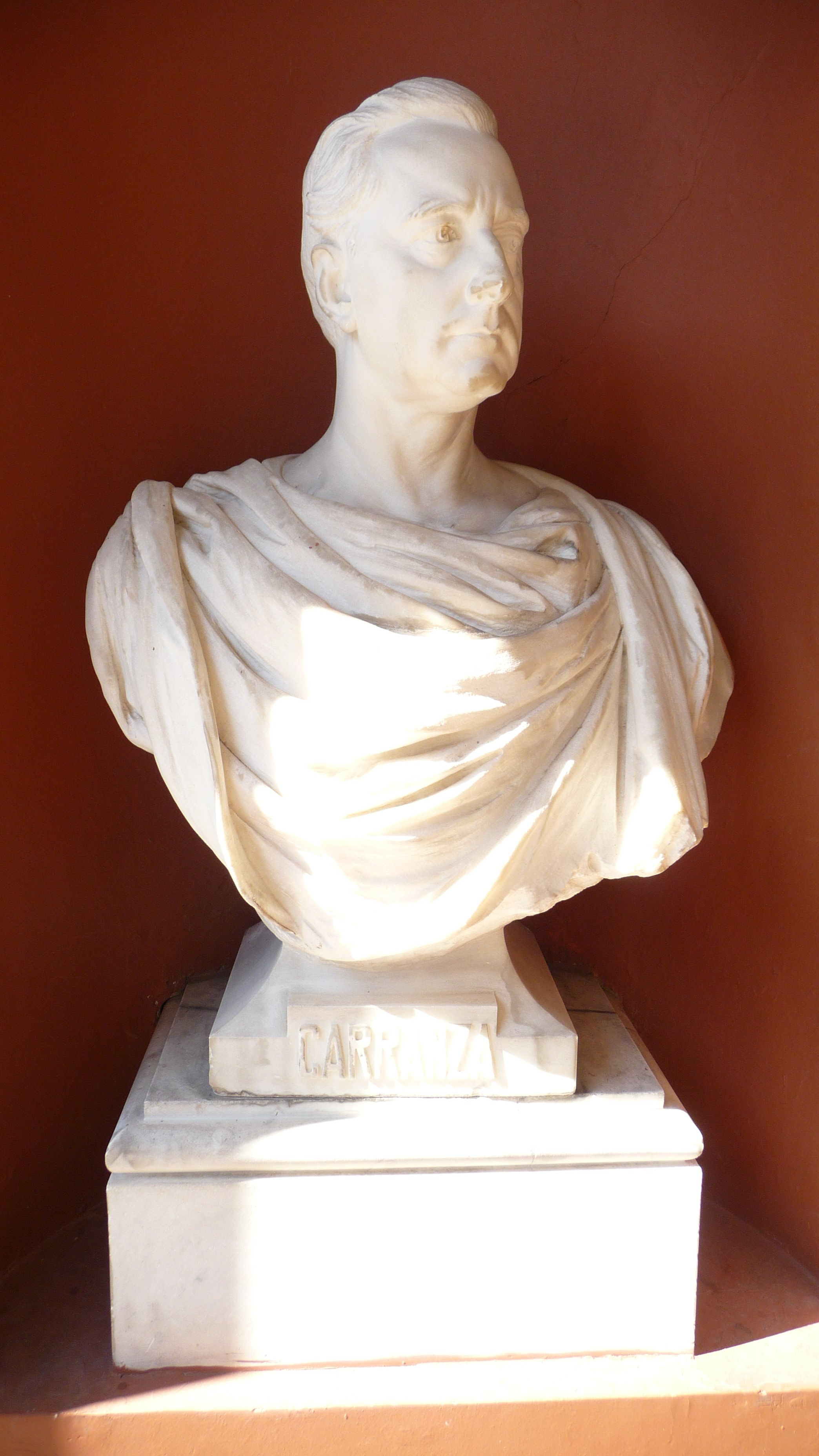
تمثال نصفي لأدولفو كارانزا في المتحف التاريخي الوطني

كارانزا مؤرخ محترف ألف العديد من الأعمال حول التاريخ المتقطع للأرجنتين، بما في ذلك اوخاس ايستوريكاس(1893)، لينداس ناسيوناليس(1894)، وسان مارتين (والمراسلات)، المختارات الأدبية عام 1905 من مراسلات المحرر. أنشأ ملخص للوثائق الثمينة التي يحتفظ بها الأرشيف العام للأمة، ونشر مجلتين إضافيتين وهما ايلوستارثيون ايستوريكا ارجنتينا(1908) و لا ايلوستارثيون ايستوريكا(1911).
توفي فجأة في بوينس آيرس عام 1914 عن عمر يناهز 57 عامًا. ودُفن في مقبرة لا ريكوليتا.